# Zoe Konjer
Zoe Konjer (* 8. Oktober 2000 in Emlichheim) ist eine deutsche Volleyballspielerin.

## Karriere
Konjer begann ihre Karriere im Alter von sechs Jahren beim SCU Emlichheim. Mit dem Verein spielte sie von 2016 bis 2019 in der Zweiten Liga Nord. 2019/20 studierte sie am Hillsborough Community College und spielte in der Universitätsmannschaft. 2020 ging die Zuspielerin zum Zweitligisten ETV Hamburg. Der Verein trat seit 2023 in der Zweiten Liga Pro an. In der Saison 2024/25 gelang dem ETV der Aufstieg in die erste Liga. Auch 2025/26 spielt Konjer für Hamburg.

## Privates
Zoe Konjers Schwester Chaine Konjer spielt beim Erstligisten Skurios Volleys Borken. Ihre Mutter war Fußballspielerin beim FFC Heike Rheine.